# Mallentin
Mallentin là một đô thị tại huyện Nordwestmecklenburg, bang Mecklenburg-Vorpommern, miền bắc nước Đức. Từ ngày 25 tháng 5 năm 2014, đô thị này được sáp nhập vào xã Stepenitztal.